# Taffelbjerget (stjernebillede)
 For alternative betydninger, se Taffelbjerget (flertydig). (Se også artikler, som begynder med Taffelbjerget)
Taffelbjerget (Mensa) er et stjernebillede på den sydlige himmelkugle.
Stjernebilledet blev indført af den franske astronom
Nicolas Louis de Lacaille der opkaldte det efter det bjerg i Sydafrika
hvor han gjorde nogle af de første systematiske observationer af den sydlige stjernehimmel.